# Marie-Anne Bouchiat
Marie-Anne Bouchiat (nascida Anne Guiochon, 19 de julho de 1934) é uma física francesa.
Bouchiat estudou física de 1953 a 1957 na École normale supérieure. De 1957 a 1959 esteve no Laboratório de Física Palmer da Universidade de Princeton. Em 1964 obteve um doutorado. De 1972 a 2005 foi pesquisadora do Centre national de la recherche scientifique.
Em 1974 propôs com seu marido Claude Bouchiat um teste para a violação paridade da força eletrofraca em física atômica. Em 1982 mostrou experimentalmente a violação da paridade do césio  (Steven Chu e outros também encontraram o efeito em 1979 no Tálio).
Recebeu em 1983 o Prêmio Ampère com Claude Bouchiat.

## Obras
- Editora com B. Frois: Parity Violation in Atoms and Polarized Electron Scattering. World Scientific, 1999